# Абрамович, Владимир (хирург)
Владимир Абрамович (хорв. Vladimir Abramović; род. 25 сентября 1931, Сисак) — хорватский детский хирург.

## Биография
Родился в семье дерматовенеролога. Окончив в 1956 году медицинский институт в Загребе, начал работать в отделении детской хирургии Хорватского института защиты матери и ребёнка, где в 1964 году получил специальность «детский хирург». Через год он стал заместителем заведующего этого отделения, а в 1968 году создал отделение детской урологии. В 1975 году Абрамович получил степень доктора медицинских наук за диссертацию по теме «Актуальность гормональной и хирургической терапии фиксированной паховой задержки яичек в детском возрасте». На 1983 год являлся генеральным секретарём Ассоциации детских хирургов Югославии.